# Wendy Rene
Wendy Rene (Memphis, Tennessee, c. 1947 − 16 de diciembre de 2014) fue una cantante de soul estadounidense.
Comenzó su carrera a principios de la década de 1960 en el grupo de pop soul The Drapels, con el cual firmó por la discográfica Stax. Los productores de la compañía se dieron cuenta de su potencial, por lo que muy pronto emprendió su carrera como solista en esta misma compañía. Su primer éxito notable llegó en 1964  con «After Laughter Comes Tears». Este tema ha sido usado por Wu-Tang Clan como sampler en el tema «Tearz». Continuó su carrera hasta mediados de los años 1970, momento a partir del cual se asentó definitivamente en Memphis con su familia. Desde entonces formaba parte de un coro de góspel.

## Sencillos
| Año  | Título                     | Discográfica |
| ---- | -------------------------- | ------------ |
| 1964 | Wondering                  | Volt         |
| 1964 | Please Don't Leave         | Volt         |
| 1964 | Your love is all I need    | Volt         |
| 1964 | Young Man                  | Volt         |
| 1964 | After laughter comes tears | Stax         |
| 1964 | Bar-B-Q                    | Stax         |
| 1965 | Give you what I got        | Stax         |
| 1965 | Reap what you sow          | Stax         |
| 1966 | I wish I were that girl    | Stax         |